# Rhipsalis cereuscula
Rhipsalis cereuscula ist eine Pflanzenart in der Gattung Rhipsalis aus der Familie der Kakteengewächse (Cactaceae). Das Artepitheton cereuscula stammt aus dem Lateinischen, ist das Diminutiv der Gattung ‚Cereus‘ und verweist auf die im Jugendstadium zwergigen, borstigen Triebe der Art.

## Beschreibung
Rhipsalis cereuscula wächst epiphytisch strauchig bis buschig mit meist hängenden, reich verzweigten Trieben mit begrenztem Wachstum und erreicht eine Länge von bis zu 60 Zentimeter. An den Triebspitzen sitzen zusammengesetzte Areolen. Die Triebe sind deutlich zweigestaltig. Die zylindrischen, fast drehrunden Haupttriebe sind 10 bis 30 Zentimeter lang und weisen einen Durchmesser von 3 bis 5 Millimeter auf. Die Seitentriebe bilden weit spreizende Büschel. Sie sind vier- bis fünfkantig, 1 bis 3 Zentimeter lang und erreichen ebenfalls einen Durchmesser von 3 bis 4 Millimeter. Die Areolen sind mit zwei bis vier Borsten besetzt.
Die glockenförmigen, weißen Blüten erscheinen an den Triebspitzen. Sie sind 8 bis 15 Millimeter lang und messen 10 bis 20 Millimeter im Durchmesser. Die verkehrt eiförmigen Früchte sind weiß.

## Verbreitung, Systematik und Gefährdung
Rhipsalis cereuscula ist im  Osten und Süden Brasiliens, in Bolivien, Paraguay, Uruguay und im Norden Argentiniens in Höhenlagen von 200 bis 1400 Metern verbreitet.
Die Erstbeschreibung erfolgte 1830 durch Adrian Hardy Haworth. Nomenklatorische Synonyme sind Hariota cereuscula (Haw.) Kuntze (1891) und Erythrorhipsalis cereuscula (Haw.) Volgin (1981).
In der Roten Liste gefährdeter Arten der IUCN wird die Art als „Least Concern (LC)“, d. h. als nicht gefährdet geführt.

## Nachweise